# 力大狮
力大狮是泰国的一个豆奶品牌，于1950年成立。总部位于泰国曼谷的素坤逸路。

## 历史
1950年，力大狮公司由維力亞·吉拉帕塔那坤（Viriya Chiraphadhanakul）创立，当时生产“快乐牌”和“双喜牌”柑橘味软饮料。第二次世界大战期间，这些饮料主要于耀华力路销售。
1981年的晚些时候，运用超高温消毒法（UHT）技术正式推出了力大狮豆奶；除泰国外，也畅销于缅甸、老挝、柬埔寨、中国大陆、香港等地。
1991年，力大狮厂址迁至巴真府。

## 图库

至2019年使用的标志
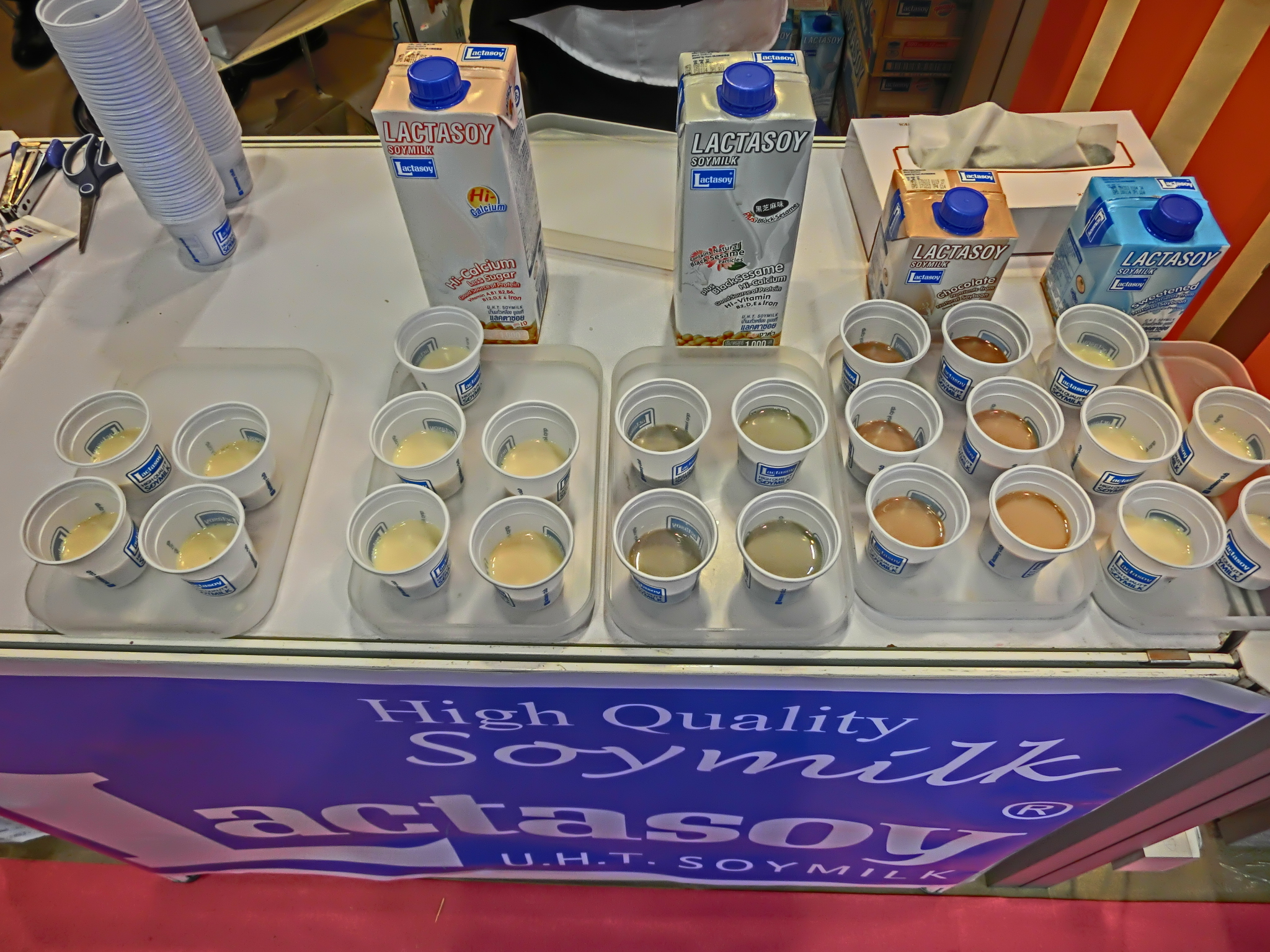
力大狮豆奶，不同颜色代表不同口味。
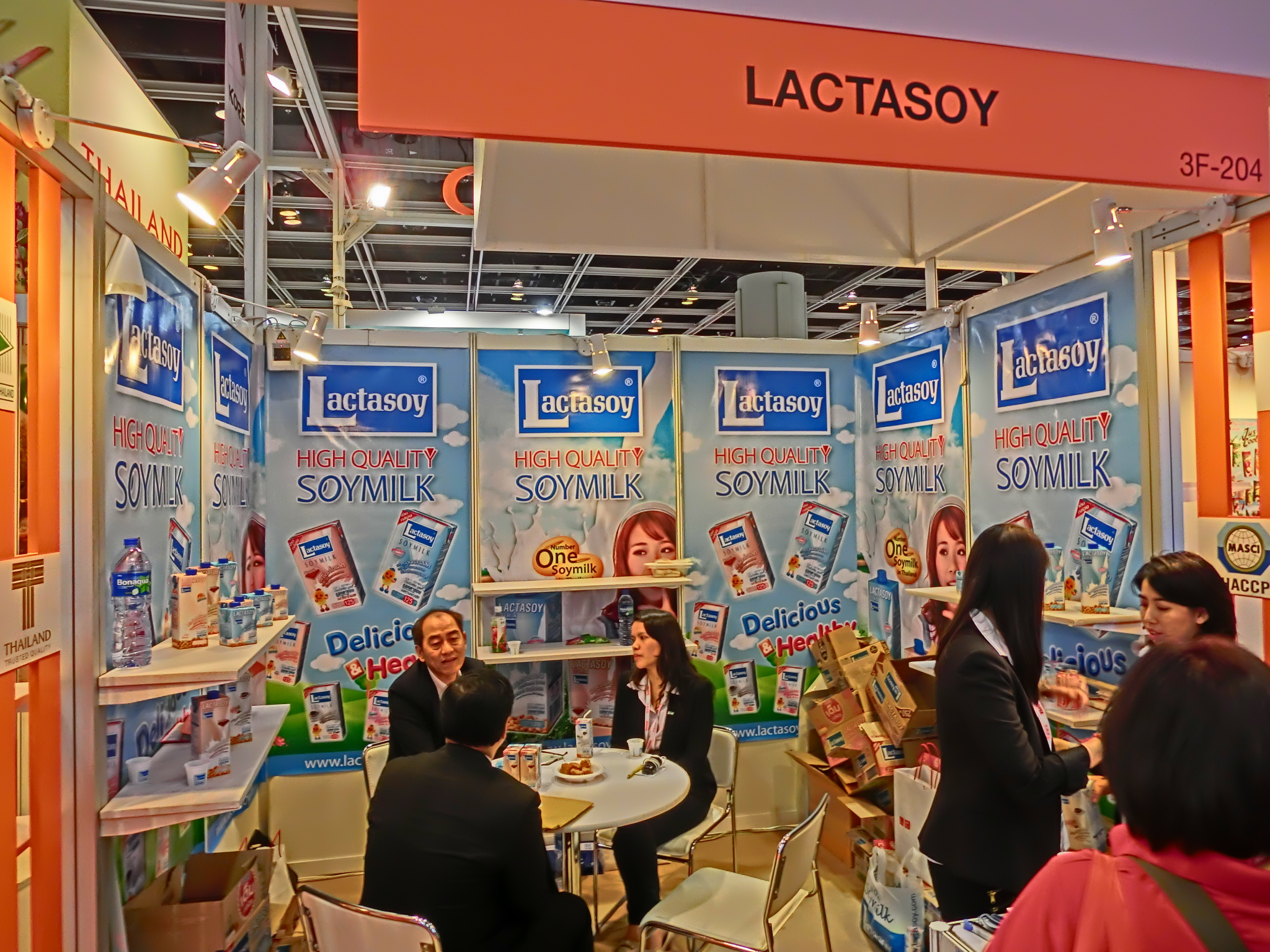
香港会议展览中心展示力大狮豆奶的员工，摄于2013年5月。
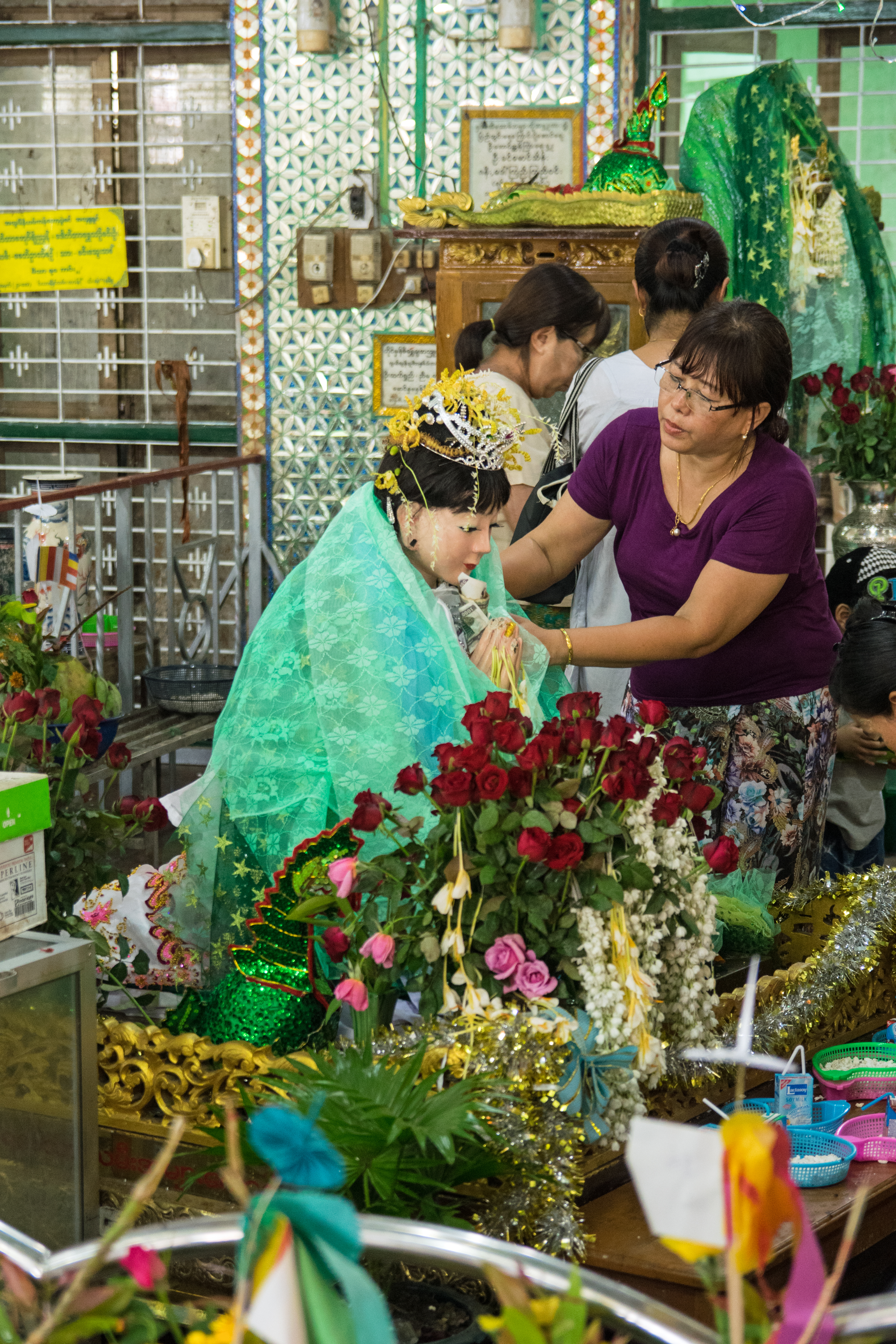
数瓶力大狮豆奶供奉在许愿女神嘛南维的塑像前。

## 备注
1. ↑  官方中文名，在其豆奶包装的左下角处中有标明。